# 118233 Gfrancoferrini
118233 Gfrancoferrini este o planetă minoră (asteroid), cu un diametru de 1,831 km, din centura de asteroizi. A fost descoperită pe 30 ianuarie 1997 la stazione osservativa di Asiago Cima Ekar⁠(d) de Ulisse Munari⁠(d). 
Obiectul prezintă o orbită caracterizată de o semiaxă mare de 2,142469261888 UAi, o excentricitate de 0,029873450550424, o înclinație de 2,9578881845448 ° în raport cu ecliptica.